# Cherry Juice
Cherry Juice (チェリージュース, Cherī Jūsu) és un manga de comèdia romàntica creat per Haruka Fukushima, centrada al voltant d'un creixent romanç entre els germanastres Minami i Otomo. Cherry Juice fou serialitzat originalment en Nakayoshi, i publicat per Kodansha en 2004.